# Werner Beba
Werner Heinrich Beba (* 8. September 1956 in Bremen; † 27. Februar 2023) war ein deutscher Medienmanager und  Professor für  Marketing an der Hochschule für Angewandte Wissenschaften in Hamburg.

## Leben und Wirken

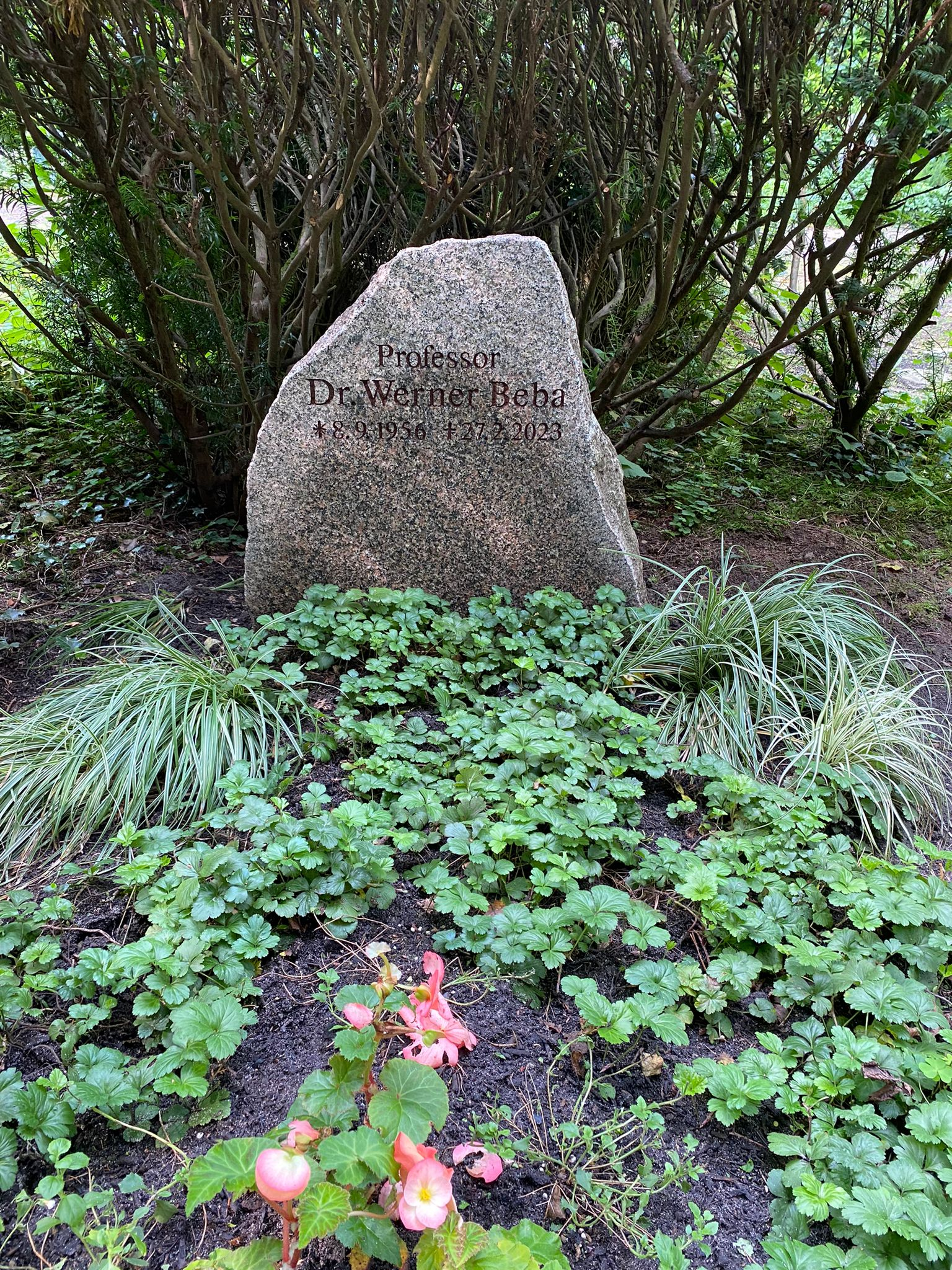
Grabstätte auf dem Waldfriedhof Aumühle

Beba studierte Wirtschafts- und Organisationswissenschaften an der Universität der Bundeswehr Hamburg und wurde dort promoviert mit seiner Dissertation Die Wirkung von Direktkommunikation unter Berücksichtigung der interpersonellen Kommunikation. Ansatzpunkte für eine Kommunikationsstrategie des Personal-Marketing.
Seine Laufbahn begann er 1991 im Management bei dem Medienunternehmen Gruner + Jahr und war dort ab 1999 Verlagsleiter der Schöner Wohnen-Gruppe. Im Januar  2005 wurde er unter Angelika Jahr stellvertretender Verlagsgeschäftsführer der G+J-Sparte Living, mit unter anderem den Lifestyle-Titeln Schöner Wohnen und Essen & Trinken.
2008 erfolgte seine Berufung zum Professor an die Hochschule für Angewandte Wissenschaften Hamburg, wo er einen Lehrstuhl für Marketing an der Fakultät Wirtschaft und Soziales übernahm. Im selben Jahr wurde das Competence Center für Erneuerbare Energien und EnergieEffizienz (CC4E) gegründet, dessen Leitung er übernahm und bis zu seinem Tod führte. Darüber hinaus wirkte er von 2016 bis März 2021 als Projektkoordinator im Verbundprojekt „NEW 4.0 – Norddeutsche EnergieWende“ sowie seit April 2021 als Projektkoordinator im Verbundprojekt „Norddeutsches Reallabor“ (NRL).
Des Weiteren war er stellvertretender Sprecher im wissenschaftlichen Klimabeirat Hamburg sowie Mitglied des Energiewendebeirates Hamburg.
Beba starb am 27. Februar 2023 nach schwerer Krankheit im Alter von 66 Jahren. Er hinterließ seine Ehefrau, studierte Pharmazeutin, sowie zwei gemeinsame Kinder. Seine Grabstätte befindet sich auf dem Waldfriedhof in Aumühle.